# Woodland (Washington)
Woodland è una città degli Stati Uniti d'America, situata nello Stato di Washington, nella Contea di Cowlitz e in parte nella Contea di Clark.